# هان سو-ان
هان سو-ان (انگلیسی: Han Soo-ann; ۱۸ ژوئن ۱۹۲۶ – ۴ ژانویهٔ ۱۹۹۸) بوکسور اهل کره جنوبی بود.